# Hrabstwo Charlotte (Wirginia)

Piramida wieku hrabstwa

Hrabstwo Charlotte – hrabstwo w USA, w stanie Wirginia, według spisu z 2000 roku liczba ludności wynosiła 12472. Siedzibą hrabstwa jest Charlotte Court House.

## Geografia
Według spisu hrabstwo zajmuje powierzchnię 1237 km², z czego 1231 km² stanowią lądy, a 6 km² – wody.

### Miasta
- Charlotte Court House
- Drakes Branch
- Keysville
- Phenix